# اسپرینگ ولی (کنتاکی)
اسپرینگ ولی (به انگلیسی: Spring Valley) شهری در ایالت کنتاکی کشور ایالات متحده آمریکا است که جمعیت آن در سرشماری سال ۲۰۱۰ میلادی، ۶۵۴ نفر بوده‌است.